# まじかるストロベリィ
『まじかるストロベリィ』は、まつもと剛志による日本の4コマ漫画。

## 概要
白泉社の雑誌『ヤングアニマル』（隔週刊。以下『ヤングアニマル』）に2009年No.12まで連載されていた4コマ漫画である。
『ヤングアニマル』誌上で毎月開催している新人募集コーナー「YAまんがチャレンジ」2003年第8回（2003年15号で結果発表）において、4コマ部門の奨励賞を受賞（受賞作は『ヤングアニマル』2003年16号に掲載）。作者のまつもと剛志は前回に続いて奨励賞を連続受賞しており、姉妹誌である『ヤングアニマル嵐』（隔月刊、2005年5月より月刊）にて2003年Vol.16からの連載が決定、2009年No.6まで連載された。
『ヤングアニマル』本誌にも、幾度かの試験掲載を経て2004年19号から連載を開始している。2004年4月に創刊の姉妹誌『ヤングアニマルあいらんど』（不定期刊）にも、創刊時より連載している。それぞれの雑誌しか見ていない読者にも配慮しており、嵐ではサブキャラクター主体の外伝的な話を、『あいらんど』では作中作品の「パンダ子ちゃん」や「暴れん坊地頭」のネタや、4コマにとらわれない実験的な作品を投入することが多い。
本誌の懸賞ページ「プレゼントアニマル」にも2コマを掲載。またブロッコリー「フロムゲーマーズ」の『ヤングアニマル』広告ページにも4コマを掲載している。

## 主なあらすじ
ある日、植物をこよなく愛する主人公が公園で拾った鉢植えから、妖精が現れ主人公の家に居候することに。この2人を中心にしたほのぼのラブコメ4コマ漫画。

## マジカルベリー族の概要
植物本体に妖精が宿っており、主人の愛情を注がれることによって成長して実をつける。その実には願い事をひとつだけ叶える力があるが、実を食べるのと引き換えに妖精は主人のもとからいなくなる。主人と妖精が互いに相手に関する記憶の一部を失い、その後妖精は主人のもとから去る。
本体である植物を鉢ごと拾われることにより、妖精の意思とは関係なく拾い主が無条件に主人となる。ただし既に主人がいる場合、鉢に触れられても主人の移動はしない模様（大学祭の出店で、いちこの鉢が手違いで売られてしまったことがある）。妖精は誰の目にも見え、常人と変わりなく触れることができる。腹も空かすため、主人は植物本体への世話のほか、必然的に妖精にも食事を与える必要がある。鼻血を吹いたり（血が通っている）熱を出して寝込んだりもするため、身体機能は人間のそれと同様である模様。さらに人間と同様に成長し（ただし主人の許を去ってから次の主人に拾われるまでは成長が止まる模様）、子供ができることも判明している。
自分と同種の（マジカルベリー族でない）果物や、その味付けのものを食べると酔っ払い、性格が変わる。いちこの場合は苺、ニコの場合はブルーベリー、スージーの場合はラズベリー。

## 登場人物

### 帝旺大学園芸部
日下部光太（くさかべ こうた）
本作品の主人公。20歳。血液型はA型。帝旺大学に通う大学生。理学部2回生で、学科は植物学科。サークル活動では園芸部に所属し、部長でもある。実家は花屋。地上植物や園芸植物に詳しい。
いちこのご主人様だが、お互いの接し方は時折いちこが敬語を使う以外はほとんど兄妹そのもの。よくいちこと掛け合い漫才をしている（主にツッコミを担当）。
趣味はごろ寝と日向ぼっこと植物の世話。優しく思いやりのある「癒し系」の性格だが良くも悪くも根っからの植物バカなため、女心には疎く、日夏の想いにも気づいていない。ただし植物のことに関しては一切妥協をせず、容赦はしない。前坊曰く酒に酔うと植物の話しかしなくなる。
小学4年生の時に事故に遭って入院していた間、病院の花壇に咲いていた花を眺めて以来、植物を愛するようになった。初恋の相手はこのときの担当看護師で、初期には部屋に写真を飾って眺めるほどであった。基本的には女性をそれなりに意識することもあるものの、どちらかというと中性で淡白な男性として描かれている。
太刀花先生に匹敵する植物の知識はたとえ酔いつぶれても発揮される。太刀花先生のクイズ勝負ではまだ習っていない藻類について質問攻めに遭い、負けを認めさせられた事がある。
最終話（いちこの失踪から数年後）では、日夏と結婚し、一子（太陽）をもうけ、花屋・マジカルストロベリーを夫婦で営んでいる。
冬月日夏（ふゆつき ひなつ）
ニコのご主人様。19歳。6月生まれのふたご座。帝旺大学農学部に在籍する大学生で、生物農薬学専攻。光太の後輩で、園芸部に所属している。手先が器用で裁縫など家事全般を得意とし、絵を描く事も得意。光太のことが好きだが、奥手なのでその想いを告げることができないでいる。
全てを包み込むような優しい性格の持ち主だが、天然ボケの気がある。怒る時は笑顔で静かに怒り、かなり怖い。
実家は畜産農家（雪国と言うだけで明言はされていないが、日本海に面している北陸地方の県で、東尋坊があることから福井県辺りか）で、幼い頃から動物や緑に慣れ親しんで育つ。5人兄弟の末っ子で、家族皆に愛されている一家のアイドル的存在。
植物が好きではあるが、育てるのは壊滅的に下手で、日夏宅に引き取られて生き永らえた植物は皆無。本人には実践を兼ねて、常軌を逸した調合の特製液肥を作る趣味があり、これが原因の一端である可能性が高い。その負のオーラはすさまじく、初対面であるはずの植物が日夏を見たとたん恐怖でおびえるほど。
眼鏡っ娘で、眼鏡をかけないと何も見えず、目の前の人間の顔すら判別できない。重度の低血圧らしく、寝起きから頭が回るまでに相当時間がかかる。「脱いだらスゴイ」ボディーの持ち主で、胸のサイズはEカップ。
生まれたときはとても小さく、また子供の頃は病弱だった。そのため「お日様のように永く夏のように力強く育つように」という願いを込めて日夏と名づけられた。ロクタ曰く、ヒバの木に何かの縁があるらしく、事実、「実家の裏山に大きなあすなろの木があって…」という台詞を以前発していた。実は病弱だった幼少期より、その裏山のあすなろのご神木の加護により健康でいられたが、その木が寿命で死ぬため加護が途切れ、反動で突然衰弱してしまう。いちこが自分の実を光太に食べさせたことで危機を脱し、最終話では光太と結婚し花屋・マジカルストロベリーを夫婦で営んでいる。
太刀花玲花（たちばな れいか）
大学教員で、園芸部の顧問。「クールビューティーな大人の女性」とされている。日夏ほどではないがそれなりのプロポーションを誇る。
極度の面倒くさがりで、自分の仕事を笑顔で他人に押し付ける。基本的にやさぐれていて仏頂面だが、割とノリのいい性格。自室に夫の写真を沢山飾るなど乙女な一面もある。
植物学の知識に関して事あるごとに光太と張り合い、クイズを繰り出す。光太は認めたがらないが、先生の方が知識の幅は上の模様。
何かにつけ光太をいじったりからかうのが好き。光太のみならず周囲も振り回されている。
娘のさえを愛しているが、不器用なのでその愛情を言動に表すのが下手。家事が苦手で、かなりの音痴。さえに自身のだらしなさを叱られた事もある。
光太のことを、家族を愛していつつも植物に目が無く滅多に家に帰ってこない自分の旦那と重ねており、日夏のことを応援している。
最終話では自分が嘗てマジカルベリー族の妖精だったことを明かしており（1.公園のおばあちゃんが見える、2.「この公園でお前の鉢植えを拾った」というセージの台詞がある、3.名前の「レイカ」が0を意味する）、その力は娘のさえに受け継がれている模様である。
長らく名前が不明であったが、最終話でセージに名前を呼ばれることで判明した。
前坊直樹（まえぼう なおき）
スージーのご主人様。光太の同級生で、世界を旅する風来坊。本人曰く熱帯植物や新種・希少種の植物が専門。
太刀花先生の旦那で植物学者の太刀花セージに直接会って弟子入りを志願するため、海外へ渡航し、その行方を追いかけていたが、現在は日本へ腰を落ち着けている。
風呂無し炊事場共同のボロアパートで、スージーと共に赤貧生活を送っている。大学の花壇を自分の食用のための菜園にしようとした事もある。
アルバイト歴が豊富で、無一文で海外に渡航し現地で稼いで日本に帰ってこれるほどの根性を有しているが、主に渡航による出費とパチンコなどのギャンブルで万年金欠状態。頻繁に他人に借金を申し入れるも、踏み倒している借金も多く、もはや誰からも信用されていない。
見た目の割りに成績は優秀な方だが、上記の理由でよく海外に渡航するため、必要な出席日数が足りなくなり、留年している（ので、光太より年上）。
子供の頃は体が弱かった。実家は裕福だが、母親は仕事で忙しく愛情に飢えた幼少期を送っていた。
太刀花家との付き合いは古く、太刀花セージが学生時代に教育実習で前坊の通っていた中学校に赴任して以来である。当時を振り返って前坊は「こんなに自由に生きてる人たちがいるのか」と目からウロコだったと回想している。
最終話でも、相変わらずスージーとともに海外を放浪している姿が描かれている。
星菜毬望（ほしな まりも）
2007年度の新入生。北海道出身の18歳で、医学部1回生。園芸部の新入部員。他のサークルの勧誘に目もくれずに園芸部へと直行した植物好きで、知識は及ばないが植物に関する情愛は光太にも劣らない。光太を師と仰ぎ、彼と同じように妖精の助力を得ようと日々探し回っているが、その努力が報われたためしは無い。光太の隣の部屋に住んでいる。
小柄な女性で、背が低いことにコンプレックスを抱いている。胸の大きさはお茶碗八分目。
実家は開業医を営んでいる。家族構成は医師の父と看護師の母、高校生の弟が一人。牧場を営む親戚がおり、乗馬が得意。
空手の心得があり、弟を技の実験台にしていた。他のスポーツでも様々な大会で入賞しているが、水泳だけは駄目らしくカナヅチである。料理は下手で、自分でも自覚している。
正直な性格で、自他共に認める猪突猛進タイプ。同時に、目標を一生懸命に達成しようとするひたむきな努力家という一面を持つ。出会った当初は光太に対して敬意以上の感情を抱いていなかったが、植物園に出かけた折、日夏と親しげに話している光太を見て自分の気持ちを自覚した。
最終話では、医師として友人の千葉ちゃんとともに精力的に働いている姿が描かれている。
日野しずか（ひの しずか）愛称シズちゃん
日夏のクラスメイトであり、親友。園芸部においては幽霊部員。率直だが適当でいい加減な性格。一見おっとりとしているが、すました顔してやる事はエグい。光太のことを「彼氏にしてもいいかな」と思っているらしい。
海外ボランティアに憧れ、気まぐれにさまざまな社会経験をこなしている。任侠一家の親分が囲碁友達であるなど、妙な人脈を持っている。静岡県出身。
単行本最終巻に掲載の「その後のストロベリィ」では、衆議院議員に立候補している描写がある（当選しているかどうかは不明）。
喜美江（きみえ）愛称キミちゃん
日夏のクラスメイトであり、親友。園芸部においては幽霊部員。やさぐれた性格。19歳だった登場当初からタバコを吸っている。
哲也という幼稚園からずっと一緒（本人曰く腐れ縁）の彼氏がいる。
「その後のストロベリィ」では、哲也といっしょにオーガニックカフェ「to You」をやっている。

### 妖精・精霊
いちこ
本作品のヒロイン（?）。「マジカルストロベリー」という主人の愛情で育つ魔法の植物の妖精。公園で日下部光太に拾われ、彼の元に居候することになる。植物の妖精だけあって、植物との交信が得意。
根本的におこちゃまで、ご主人様（光太）に、にゃんにゃんする（まとわりつく）のが最高の幸せ。光太と一緒にごろ寝（時々日向ぼっこも）をする「光合成ごっこ」もよくやっている。だが大抵の場合、あしらわれている。明るく元気で自分に正直な性格。寂しがりやでもあり一人でいることを好まず、常に誰か（特に光太）に構ってもらいたがる。「せくすぃー」な体に憧れている（「将来はヒナちゃんみたくなるんだ〜」と言っている）。食べ物（特に甘いもの）が大好き。イチゴ果汁を含む食物を食べると酔っ払ってしまう。
日夏に対しては当初はライバル視していたが、あっさりと懐柔される。以来、日夏に懐きつつも光太との仲を嫉妬するという複雑な三角関係を築いている（もっとも、光太と日夏の2人ともをその気にさせたのは、当のいちこ自身である）。
公園で光太に拾われるまでの記憶がない。光太に拾われるまではしばらく実体化していなかったらしく、テレビを初めて見てはしゃいでいた。作品初期には、光太に隠れて深夜時代の『ト○ビア』を観ていた模様。現在は子供向けのアニメ、特に『パンダ子ちゃん』（シリーズ化されている）という作中作品のキャラクターの熱烈なファンである。
パンダや光太の事で気分が高ぶると鼻血を吹く。「いちこすぷれ」という瞬間的にコスプレをする技を持つが、ほとんど役に立っていない。
日夏が突然衰弱した際に自分の実を光太に食べさせ日夏を助けたが、この一件で光太達の住む街からニコと共に姿を消す。最終話では光太と日夏の子・太陽にマジカルストロベリーの鉢を拾われ、かつての主人と再会する。
パンダ子ちゃんぬいぐるみ
物語中最初のクリスマスに光太からプレゼントされた、作中作品「パンダ子ちゃん」を模したぬいぐるみ。
いちこにとって初めての友達であり、外出の際にも肌身離さず連れ歩くほど気に入っている。その姿はさながらライナスの毛布と言える。ただし扱いは幼女のそれであるため、これまでバスに置き忘れられたり鼻血を浴びて血染めとなったり間違って川に放り込まれるなど、散々な目に遭っている。
ただのぬいぐるみのはずだが、表情を変えたり手足を動かしたりする。物を食べていたりすることも。痛覚もある模様。他人と入れ替わる夢を強制的に見せる「さかさまの本」登場回には、べらんめぇ口調でしゃべっていた。
ニコ
マジカルブルーベリーの妖精。いちことは異なり、デキる執事タイプの男の子の姿。
本名は「ニコラチェノフスキー」だが、あまりに長いためにフルネームで呼ばれることはまずない。光太には「ニコラス」（後には単に「ニコ」）、日夏には「ニコちゃん」、いちこには「ニコたん」、太刀花先生には「ニコ太郎」と呼ばれている。
いちこがいた公園で日夏に拾われ、彼女のもとに居候するようになる。植物枯らしの日夏の家で、なんとか枯れずに生き延びている模様。が、彼の鉢には実のなる気配が無い。
自分に深い愛情を注いでくれる日夏には強固な忠誠心を持っていて、光太への想いの成就を積極的に支援している。その為、光太にべったりのいちこと、頻繁に火花を散らしている。しかし、愛情でもカバーできないほどの体調不良に時折悩まされるようで、ある時ウドン粉病に罹り、風邪のような症状が出た事がある。また、妖精の体の方も、大抵いちこに振り回された結果、骨折などの大怪我を負ったり死にかけたりと、頻繁に危機にさらされている。
生真面目で礼儀正しく、妖精としての責任感も強い。主の日夏がなんでも自分でこなしてしまう為、なかなか本領を発揮できずにいるが、朝は日夏の頭が回らないので朝食を作っている。異性を意識させる場面に弱く、日夏（と、いちこ）にはドキドキ（ハラハラ）させられることが多い。日夏のことは主殿（後にヒナ殿、ヒナツ殿）と呼ぶなど、口調もたまに古風。他人への呼称は光太や太刀花先生相手には「殿」を付け、いちこやさえなどには呼び捨て。
女装をする（させられる）と絶妙にハマる。これに気づいた日夏によって、すっかり弄られキャラへと化してしまった。女装姿は通称「コニーちゃん」と呼ばれるが、これは女装姿を光太に見られたニコが、咄嗟に他人のふりをした偽名がそのまま定着したもの。コニーちゃんとスージーとで「スジコニー」というモデルユニットを結成していたことがある。
ブルーベリーが含まれている食べ物を食べると性格が反転し、ニヒルな性格の悪（わる）ニコになる。日夏に絡んできたチンピラを秒殺したことから腕っ節はそれなり以上に強いようだがいちこの酔拳の前には敗れた。女装時は通称「悪コニーちゃん」。
『暴れん坊地頭』（作中作品）をはじめとする時代劇が好きで、テレビ番組の趣向は、ほぼ日夏とかぶる。
いちこと同様に、「にこすぷれ」が使える。しかし、本人のイメージとは異なる姿になることが多い。
日夏衰弱の一件でいちこに恩義を感じ、いちこと共に姿を消す。最終話では太陽にマジカルストロベリーの鉢と一緒にマジカルブルーベリーの鉢も拾われ、かつての主人と再会した。
太刀花さえ（たちばな さえ）
太刀花先生の娘。控えめな性格で、口数が極端に少ない無表情なキャラクター。母との意思疎通には支障がない模様。
小さいながらによく出来た性格で、周囲に感謝されることもしばしば。家事が苦手な母に代わり、よく母の面倒を見ている。
口数の少なさ故に、友達があまりいない。その一方構われたがりな性格でもあり、一方的に構ってくれるいちこにとても懐いている。現在、いちこをお姉ちゃん扱いする唯一の人物。
魔法やオカルティックなことにハマッている。科学にも通じており、作中ではさまざまな機械や怪しげな薬を開発するマッドサイエンティスト的な役割を担うことが多い。
自宅には父から譲られた秘密の押入れを所有している。中には多くの部屋がありさまざまなものが収納されている。クリスマスには父がサンタとして出入りしており、さえはサンタを生け捕るため多数のデストラップを仕掛けている。
ニコに想いを寄せており、消しゴムにニコの名前を書いて願掛けをしたり、自身の作る怪しげな薬で誘惑することもある。
ウドン粉病に罹ったニコと、ニコに元気を分け与えすぎて衰弱したいちこを、2人まとめて回復させたことがある。このため、いちこやニコからは「本当はさえは妖精ではないのか」と疑われている。なお、人間には見えない筈の公園のおばあちゃんがさえには見えていた。
最終話では成長した姿が描かれ、彼女が人間と妖精のハーフであることが明らかとなった。
スージー・ラインハルト
マジカルラズベリーの妖精。いちこやニコと同類。本作品4番目のキーキャラクターで、名前も数字の「4」に由来する。前坊からは「スジコ」と呼ばれている。
つぶらな瞳にフワフワの金髪というお嬢様風な容姿。後ろ髪を大きなリボンで留めており、前から見るとそれが垂れ耳のように見える。
語尾に「〜ですの」を付けるのが口癖。海外生まれだが日本語の会話に不自由はない。怒ったときには関西弁が飛び出すことも。
カナダでは前の主人、おじいさん（ラインハルト博士）と、貧しくとも気高く生きろと教えられながら共に暮らしていた。しかしおじいさんは体調を崩し入院し、スージーに何らかの願いを叶えてもらい主人ではなくなった。博士は後に死亡するが、スージーはそのことについても、叶えた願いの内容についても、記憶を失っていた。その後、身寄りも金も無いため止む無く教会に預けられた。
ニューヨークで前坊が窓拭きの仕事をしていた所に新入りとして入り、「鉢には触るな」と念押ししていたにもかかわらず鉢を触られてしまい、主人となってしまった前坊と共に泣く泣く日本にやってくる。来日後はさえと同じ小学校に通う（どうやって入学資格を得たかは不明）。夢はお金を貯めておじいさんと再び一緒に暮らすこと。しかし、前坊の母に借りたお金で前坊や光太達と訪れたカナダにおいて、当時の主人（ラインハルト博士）を助ける為に自分の実を食べさせ長生きさせようとしたが、博士は自分の余命がそう長くないのに気付いており、自分の命よりスージーが次に巡り合う新たな主人のことを案じ亡くなった事実を思い出す。
そのお嬢様風外見に反して貧乏暮らしが長く、しかも前坊に拾われてからも生活水準は改善しないどころか貧乏継続中。そのため、アルバイト（しかも主に工事現場等の3K職場）に明け暮れる生活苦の日常が染み付いており、言動の端々に生活感溢れるしみったれた面が滲み出ている。
学園祭のミスコンテストに参加した縁からごくまれにモデルを行っており、ニコ（コニーちゃん）と一緒に「スジコニー」というユニットを組んで活動している。
実生活では主人である前坊と食べ物を奪い合う事もある。明太子が大好物。
前坊との関係はヒモ亭主と世話女房そのもので、前坊に対しては、そのだらしなさに日々怒りを露わにしている。
ラズベリー味のものを食べると性格が反転し、何をされても怒らず温厚で主人に従順な妖精となるが、その効力が切れる直前に反動でデビル化する。
最終話では成長した姿が描かれ、相変わらず前坊と一緒に世界中を旅しているようである。
ライオンのポシェット
スージーがカナダに住んでいた頃、ラインハルト博士からもらったクリスマスプレゼント。『ライオンキッド』という古いアニメのキャラクターらしい。水中ですら常に携帯するほどの大のお気に入りで財布も兼ねているようである。クラスの男子2人に悪ふざけで奪われた時にスージーはデビル化して凄みを利かせ、奪った2人を恐怖のあまりに失禁させている。
公園のおばあちゃん
近所の公園のベンチによく座っていて、時々いちこにアドバイスをする。その正体は公園にある樹齢約100年の古木の落葉樹の妖精。その姿は妖精にしか見ることはできない。最終話では光太達の街を去って休眠状態になったいちことニコを次の主人が現れるまで鉢ごと保護していたことが明らかとなる。
光太のお父さんとは学生時代からの知り合いで、会話などの直接的な交流はできないが、今でもお互いを気にかける間柄である。
まきばソフト
公園にいた野良犬。実はムク犬の姿をした冬の精霊で、彼が滞在する街は冷え込みが厳しくなる。しかし体はもふもふしていて温かい。首輪には「winter」と刻まれている（本名かどうかは不明）。いちこたちと出会って2年目の冬には子供を連れていた。
ロクタ
北海道でいちこたちが出会ったご当地妖精。アイヌの民族衣装らしき服を身にまとう。ずっと森の中で一人で暮らしていたため、人間を恐れており、更に都会に対して間違ったイメージを持っている。かくれんぼを知らず、いちこが教えた際には「こんな面白い遊びがあったなんて」と興奮していた。本体はヒバの若木である。
チセ
ロクタが連れている風の精霊。ポニーを太めにしたような姿をしていて、ロクタをいつも乗せている。「もい」と鳴く。名はアイヌ語で「家」を意味する。
鉢屋なのか（はちや なのか）
「その後のストロベリィ」で登場したネタキャラクター。ヨッシー先生のクラスの転校生。
名前、および鉢を持っていることから便宜的にこの節に配列するが、人間なのか妖精なのかそれ以外の者なのかは全く不明。

### 主要登場人物の家族

#### 日下部家
お父さん 草一郎（そういちろう）
光太たちと同じ帝旺大学の出身で植物のスペシャリスト。過去には公園のおばあちゃん（の木）の病気を治したこともある。
花屋を営む。以前は検疫の仕事をしていたが、光太が高校生のときに脱サラして開業。
眼鏡と口髭の似合う、無口な紳士。字はかなりの達筆。
お母さん 美枝（よしえ）
いつもにこやかな日下部家の主婦。光太がいちこをあやす際の手慣れ方は母譲りのようである。怒るときもにこやかに怒る。
子供 太陽（たいよう）
最終話に登場する光太と日夏の子で小学校低学年。いちこ失踪の後暫くして両親が結婚、本人が産まれたようである。小学生ながら植物病理学に関する書籍を読んでいるなど植物好きは父譲り。公園でマジカルストロベリー及びマジカルブルーベリーの鉢を拾ったことでいちことニコの第二の主人となった。

#### 冬月家
お父さん 俊宏（としひろ）
農家。お祭りで牛と一対一で戦い、手を骨折しながらも勝ったことがある。親馬鹿の気があり、ヒナを溺愛している。お母さんには弱い。
お母さん 春美（はるみ）
少し大き目の眼鏡をかけている。いわゆる肝っ玉母さん。
長男 天音（あまね）
ピアニスト。ドイツにいるらしい。
長女 秋子（あきこ） / シュウちゃん
社長秘書をしている。穏やかな性格で、何でもできるしっかり者。
次男 健悟（けんご）
宮大工。実家の近所に住んでおり、自身の子供と思しき赤ん坊をよく抱いている。糸目。
三男 宏樹（ひろき） / ヒロくん
22歳。気まぐれな気性で、車によく撥ねられるなど、猫に似た雰囲気を持つ。髪型も猫耳のようにはねているが、これはアホ毛の一種らしい。
小さいときに秋子の遊びで女装をさせられていたことがあり、性格は少々ひねくれ気味。
「風になる」と言って家を出ていたが、戻って家業を継ぐ。

#### 太刀花家
太刀花セージ（正確な本名不明）（たちばな セージ）
太刀花先生の夫で植物学者。斬新な学説を次々と発表し、あまりにも斬新過ぎて次々と却下されてしまうという謎の人物。希少植物を追い求めており、世界各地を渡り歩きながらフィールドワーク中で、ほとんど帰国しない。そのわりには、不思議と家族の絆は強い。博士号を持っている模様（作中でドクターと呼ばれた事がある）。
滞在先で見つけた珍しいものや怪しげな薬を、さえにたびたび送ってくる。さえのオカルト趣味は、彼の影響である可能性がある。さえの秘密の押入れは、もともと彼が作ったものである。
顔ははっきりと描かれておらず、後姿やゴーグルをしている姿などで描かれていたが、最終話で披露した。

### クラスメイトなど

#### 毬望の同級生
千葉ちゃん（ちばちゃん）
毬望の医学部の同級生。眼鏡をかけたキャラクター。埼玉県生まれの福井県育ち。育った土地柄かカニが好き。最終話では医師となった毬望とともに精力的に働いている姿が描かれている。

#### さえとスージーが通う小学校
松田祐太郎（まつだ ゆうたろう）
さえのクラスメートの男の子。さえに好意を持っている。
ミキちゃん
さえのクラスメートの女の子。年相応におしゃまな女の子。リリーという人懐っこい大型犬を飼っている。最終話ではさえ、スージーとともに成長した姿が描かれている。
桜井好乃（さくらい よしの）
通称ヨッシー先生。さえのクラス（3組）の担任で、ピカピカの新任教師。生徒の前で良い所を見せようと気張ってミスをする事がある。押しに弱く、ドジっ娘の一面もあるが、そのことによりかえって児童に慕われている。自身の父も元教師で、現在は定年退職してお寺の手伝いをしている。両親や生徒の保護者などから嫁の貰い手を心配されている。

### その他
サチコ、タンドリー
大学の農学部で飼われているニワトリ。サチコが雄鶏でタンドリーが雌鶏。サチコはきりりとした眉毛を持ち、大柄で脱走癖がある。
ヘソ山さん（ヘソやまさん）
前坊とスージーの暮らすアパートの住人（隣の部屋）。季節を問わず常にへそ出しTシャツ一枚の姿で、髪型はアフロヘア。大学祭イベントでは光太（ベース）と前坊（ギター）のバンドのメンバーとしてドラムを演奏していた。腕っ節は強い。
記憶喪失（ただし自称）。本当の名前は細山（Hosoyama）らしい。
その後のストロベリィでは「ミドル級世界王者ヘソ山選手」とのラジオ放送のナレーションがあるので記憶を取り戻した可能性がある。
クリスマスにスージーの部屋と間違えて部屋に訪れたヨッシー先生を見て以来、彼女に惚れている。
神田ハル（かんだ ハル）
気の強そうな婆さんで、口癖は「しゃーおらー」。
帝旺大学学園祭で誤っていちこの鉢を購入、光太らに返品を求められるものの頑強に抵抗した。
イツキ・ヒロシ
母星の環境汚染を取り除く科学技術を持った星を探している宇宙人の姫。「イツキ」が名前。
外見は、黒髪で猫耳がある以外はいちこと瓜二つ。
母星の植物である「ユグドラシル」の鉢を携帯していたことから、光太といちこに妖精と間違われた。
さえが発明した「にゃんにゃんパワー変換装置」によって環境改善の糸口がつかめ、母星に帰る事に。
母星では女性の耳に触れることは求婚を意味し、偶然から耳をつかんだ光太を夫として認め母星に連れ帰ろうとした（いちこたちによって全力で止められた）。

## 書誌情報
- まつもと剛志 『まじかるストロベリィ』 白泉社〈ジェッツコミックス〉 全10巻

1. （2005年5月5日発行） ISBN 4-592-14381-7
2. （2005年12月6日発行） ISBN 4-592-14382-5
3. （2006年5月5日発行） ISBN 4-592-14383-3
4. （2006年11月3日発行） ISBN 4-592-14454-6
5. （2007年5月4日発行） ISBN 978-4-592-14455-7 (ISBN 4-592-14455-4)
6. （2007年11月5日発行） ISBN 978-4-592-14456-4 (ISBN 4-592-14456-2)
7. （2008年5月5日発行） ISBN 978-4-592-14457-1 (ISBN 4-592-14457-0)
8. （2008年12月5日発行） ISBN 978-4-592-14571-4 (ISBN 4-592-14571-2)
9. （2009年5月5日発行） ISBN 978-4-592-14572-1 (ISBN 4-592-14572-0)
10. （2009年8月5日発行） ISBN 978-4-592-14573-8 (ISBN 4-592-14573-9)

1巻の初版にはタイトルに「1巻」表記がないが、これは「販売数の読めない新人の単行本はその売れ行きしだいで次巻を発行するかを決める」という白泉社の慣例によるもの。本作では増刷分から1巻表記が付けられている。